# Шахта «Криворізька»
Шахта «Криворізька» — залізорудна шахта у місті Кривий Ріг, Україна. Входить до складу ВАТ «Криворізький залізорудний комбінат» (КЗРК).

## Опис
Проектна потужність шахти 2,6 млн тонн багатої руди забезпечується введенням горизонтів 1240—1315 м. Вміст заліза в рудниковому масиві на робочих горизонтах 1165 м і 1240м— 58,6 %. В 1997 році на шахті видобуто 811 тис.;тонн руди з вмістом заліза 54,31 %.
Потужність покладу що відпрацьовується з глибиною змінюється від 8 до 110 м, кут падіння — від 36 до 57°. Довжина суцільного зруденіння в шахтному полі досягає 880 м. Мартитові руди високопористі, пухкі, нестійкі. Висячий бік складний мартитовими і гетит-мартитовими кварцитами міцністю 100—140 МПа. Основну частину порід лежачого боку представляють амфіболіти міцністю 176 МПа. Видобуток залізної руди ведеться на горизонті 1315 м. Підготовчі роботи проводяться на горизонті 1390 м, гірничокапітальні — 1465 м. Висота поверху що відпрацьовується становить 75 м. Розвідані запаси на шахті до глибини 1465 м — 59,500,000 т.
Ствол шахти «Родіна» пройдено до глибини 1580 м. Крім основного ствола «Родіна» має ще й допоміжні — «Північний вентиляційний» (що забезпечує вентиляцію підземних виробок) і запасний ствол — колишня шахта імені 50-річчя газети «Правда».
Середній видобуток товарної залізної руди близько 1,75 мільйона тонн на рік із відсотковим вмістом заліза 59,50 %.